# Référendum slovaque sur l'adhésion à l'Union européenne
Le référendum slovaque de 2003 est un référendum organisé en Slovaquie et ayant eu lieu le 16 et 17 mai 2003. Celui-ci porte sur l'adhésion de la Slovaquie à l'Union européenne.
Le taux de participation est de 52,1 % avec 2 175 389 votants pour un corps électoral de 4 174 097 personnes. 93,7 % des votants ont répondu favorablement à la question posée soit 2 012 870 personnes. 6,3 % des votants n'ont pas souhaité cette adhésion soit 135 031 personnes.
À la suite de ce résultat, la Slovaquie signe le traité d'Athènes en 2003 et intègre l'Union européenne le 1er mai 2004, lors du cinquième élargissement de l'Union européenne.